# 타케우치 켄
타케우치 켄(武内健, 1978년 2월 20일 ~ )는 일본의 성우이다. 소속사는 아트비전. 도쿄도 출신.

## 인물·에피소드
- 프로필은 도쿄도의 시타마치로 되어 있지만 실제로 태어난 곳은 치바현. 치바현 이나게 구에서 초등학교 저학년때까지 살았다고 한다.
- 일본 나레이션 연구소 출신
- 애칭은 타케켄, 탓티
- 취미는 당구로 학창시절에 친구들과 자주 치러 다녔다고 한다.
- 집에서 빈둥거리는 걸 좋아한다.
- 여름을 싫어한다. 예전에 바다에 갔을 때 배 밑으로 빨려 들어가 깔려 죽을 뻔한 적이 있어 더 이상 바다에 가지 않는다.
- 여성 타입은 평온함을 주는 여성을 좋아하고, 자기주장이 강한여성에겐 약하다.
- 허스키 3대를 키우고 있다.
- 술을 잘 못하며, 주량은 맥주 반컵정도.
- 단것을 좋아하고, 흡연은 할아버지때부터 격세 유전이다.
- 표고버섯을 싫어하고 어렸을적 트라우마 때문에 미꾸라지를 먹지 않는다.
- 첫키스는 좋아하는 상대랑 한 것만 기억하고 있다.
- 학창시절에 지하철 역에서 어떤 여자애가 초콜렛과 편지를 전해주고는 바로 도망가버려서 얼굴을 보지 못했는데 편지에 약속장소와 날짜가 적혀있었지만 정작 약속 당일엔 몸이 아파서 약속장소에 나가지 못했다고 한다.

## 출연작
※ 굵은 글자로 표시된 배역은 주역과 메인 캐릭터

### TV 애니메이션
2002년
- Weiß kreuz Glühen

2003년
- 우주의 스텔비아（이안・소르바그）
- 그린그린（타카사키 유스케)
- 디어 보이즈（미우라 란마루）
- 마탐정 로키 라그나로크 (범인B)

2004년
- 엘펜리트（SAT대원 #13）
- 학원 앨리스（스미레의 오빠）
- 머메이드 멜로디 피치피치핏치 퓨어（가레오스)

2005년
- 블랙캣（케빈 맥도걸）
- 무적코털 보보보（텐보보）
- 메이저 2기（오이카와）
- 따끈따끈베이커리（관객）
- LOVELESS（카이도 키오）

2006년
- 학원헤븐（오자와 카케루)

2007년
- 세인트 비스트:광음서사시천사담（아즈）
- 채운국이야기 2기（의사）제7화, 제12화

2008년
- 메이저 4기（오이카와)

2009년
- 메이저 5기（오이카와）

2012년
- 에어리어의 기사 (사와무라 유우지)
- 명탐정 코난 669화, 670화 (츠토무)

### OVA
- 키스×시스（스미노에 케이타）

### Web애니메이션
- 헤타리아（리투아니아）

### 게임
- Etude prologue ~흔들리는 마음의 형태~ (카타기리 니치)
- 제국천전기（PS2판）（키샤라쿠）
- 라디아타 스토리즈（지니어스 바이스하이트）
- 파트너（타카하시 타츠야）
- Photogenic（오노 히로키）
- Real Rode（알반드）
- Wings Innocent（숀 크리브란드）
- MISS PRINCESS ミスプリ！(타카츠카사 카오루)
- BROTHERS CONFLICT (루이)

### 외화더빙
- FBI 실종자를 쫓아라! 3（케빈）#11

### 라디오&라디오・낭독CD
- 헤타리아WEB라디오~헤타리라~ 제3회（게스트) , 제4회（퍼스널리티）
- 라디오☆로데 제03회 (게스트)
- 모못또 토크 제37회 (게스트)
- 모못또 토크 제37회 (게스트)
- DJCD 라디오☆로데 Vol.1
- 리얼로데 with 양으로 잘자요 시리즈 ~Sleep in The Rode(양도있어☆)~ *vol.2 알바드&라쿠도 편
- 모몽가앗 제 11회 (게스트)

### 드라마CD
- 아지랑이 노스텔지아〜신작〜（규동왕자）
- 헤타리아（리투아니아）
- LOVELESS 시리즈（카이도 키오）
- Real Rode 시리즈（알반드）